# 小名浜林城
小名浜林城（おなはま りんじょう）は、福島県いわき市の大字である。郵便番号は971-8122。

## 地理
いわき市南東部の小名浜地区に属する。北で小名浜金成、鹿島町久保、東で鹿島町船戸、鹿島町御代、南で小名浜相子島、小名浜住吉、西で小名浜玉川町、小名浜岩出、北西角で常磐下船尾町とそれぞれ隣接する。また北東部では小名浜金成字砂田を挟み鹿島町飯田とも近接する。概ね町村制施行以前の磐前郡林城村の流れを汲む地域である。主に矢田川右岸部の平地と北端部の丘陵地を範囲とし、幹線道路に沿い住宅地や商業地として発展している。西側の一部が玉川団地として造成されたことを機に小名浜玉川町として分離された。国道6号と幹線市道が交わる林城交差点が所在しており、市内有数の渋滞地点となっている。小名浜岡小名内に所在するいわき東警察署及び小名浜に所在する小名浜消防署がそれぞれ管轄にあたる。

### 主な字
字
- 水穴
- 大門
- 西町

- 柳町
- 辻前
- 下高田

- 榎町
- 向田
- 江越

- 日代鳥
- 作入
- 八反田

- 塚前
- 牛作

### 河川
- 矢田川
  - 金成川

## 歴史
- 1879年1月27日 - 幕府領林城村が福島県内における郡区町村制の施行により磐前郡の村となる[4]。
- 1889年4月1日 - 町村制の施行により林城村が相子島村、岩出村、大原村、南富岡村、岡小名村、住吉村、金成村、野田村、島村と合併し、磐前郡玉川村が発足する。旧林城村域は玉川村の大字となる[4]。
- 1896年4月1日 - 磐前郡と周辺郡との合併により石城郡が発足し、石城郡玉川村となる[4]。
- 1931年8月15日 - 石城郡小名浜町に編入され、小名浜町の大字となる[4]。
- 1954年3月31日 - 小名浜町が泉町、渡辺村、江名町と合併、磐城市が発足し、磐城市の大字となる[4]。
- 1966年 - 玉川団地の造成に伴い一部が分離し、他大字の周辺区域とあわせ新たに小名浜玉川町が設置される[4]。
- 1966年10月1日 - 磐城市が平市・常磐市・内郷市・勿来市、石城郡小川町・遠野町・四倉町・川前村・田人村・好間村・三和村、双葉郡久之浜町・大久村と合併しいわき市となり、いわき市小名浜地区の大字となる[4]。

## 世帯数と人口
2023年10月31日現在の世帯数と人口は以下の通りである。
| 大字       | 世帯数  | 人口   |
| ---------- | ------- | ------ |
| 小名浜林城 | 619世帯 | 1415人 |

## 小・中学校の学区
市立小・中学校に通う場合、学区は以下の通りとなる。
| 番地 | 小学校                     | 中学校               |
| ---- | -------------------------- | -------------------- |
| 全域 | いわき市立小名浜第三小学校 | いわき市立玉川中学校 |

## 交通

### 道路
- 国道6号常磐バイパス
  - 金成川橋
- 一級市道船戸野田線
  - 新矢田川橋

## 施設
- 小名浜野球場
- 矢田川公園
- 若宮八幡神社